# AMT Automag II
L'AMT Automag II est un pistolet semi-automatique qui a été fabriqué par Arcadia Machine and Tool (AMT) à partir de 1986.